# Радіо Трек
«Радіо Трек» — перша рівненська місцева радіостанція, яка почала мовлення на частоті 106.4 FM 6 липня 1997 року. Всі програми «Радіо Трек» власного виробництва.
Цільова аудиторія — населення від 20 до 45 років. Музичний формат «Радіо Трек» — краща сучасна музика для дорослих — Hot AC.
Радіостанція неодноразово проводила різноманітні акції та конкурси з винагородами. 26 грудня 2012 року радіостанція на конкурсі отримала частоту у місті Вараш, де розташована Рівненська АЕС, і на сьогодні мовить там на частоті 104,3 FM.
«Радіо Трек» — це цілодобове мовлення в ефірі, щогодинні випуски новин від власної служби інформації, vox populi та інтерв'ю у прямому ефірі. Це унікальні радіо-шоу, розважальні, конкурсні та пізнавальні програми + власний сайт з однойменною назвою radiotrek.rv.ua., де окрім найактуальніших місцевих новин, можна знайти останні новини України та світу.

## Програми
- «Ранкове шоу» — чотиригодинна ранкова програма з новинами, бадьорою музикою, розважальними рубриками, конкурсами та розіграшами, яка виходить по буднях з 06:00.
- «Офіс Тайм» — розважальна програма з новинами та спокійною музикою. Виходить по буднях з 10:00 до 15:00.
- «Дорога Додому» — розважальна програма, в якій ведуча розважає слухачів цікавими розповідями, фактами, а також з прогнозом погоди на наступний день.
- «Айн Цвай Поліцай» — інформаційна програма для водіїв: повідомлення про затори тощо.
- «Оля-ля-ля» — програма, в якірозповідаються новини моди.
- «Вікно в Історію» — щоденна програма про важливі події, пов'язані з тією чи іншою датою.
- «Дозаправка» — програма автомобільних новин.
- «Музичний вікенд» — коротка розповідь про музичні події.
- «Радіопатруль» — програма, в якій ведучі їздять по Рівному і роздають подарунки тим, хто на той момент слухає програму.
- «Година української музики» — щоденна програма, у якій в ротацію потрапляють лише українські виконавці.
- «Non Stop Music» — музика без перерви на рекламу.
- «Настрій вихідного дня» — розважальна програма, виходить в суботу та неділю.
- «Правильно українською» — краса та глибина української мови.

## Ведучі
- Олег Нечидюк
- Алла Ліхачова
- Андрій Матвійчук
- Оля Багній
- Ольга Радянська
- Оксана Велігурська
- Наталія Панфілова
- Андрій Осташ
- Ілона Радзівіл
- Микола Кульчинський
- Віталій Головецький
- Богдана Карц
- Влад Пєрязєв
- Ліна Захарова